# Сизери
Сизери (фр. Cisery) је насеље и општина у источном делу централне Француске у региону Бургоња, у департману Јон која припада префектури Авалон.
По подацима из 2011. године у општини је живело 52 становника, а густина насељености је износила 11,06 становника/km². Општина се простире на површини од 4,7 km². Налази се на средњој надморској висини од 230 метара (максималној 258 m, а минималној 207 m).

## Демографија
| 1962. | 1968. | 1975. | 1982. | 1990. | 1999. | 2011. |
| ----- | ----- | ----- | ----- | ----- | ----- | ----- |
| 92    | 101   | 89    | 70    | 73    | 62    | 52    |

График промене броја становника у току последњих година